# 24の前奏曲とフーガ
24の前奏曲とフーガ（英: 24 Preludes and Fugues、露: 24 прелюдии и фуги） 作品87　は、ドミートリイ・ショスタコーヴィチが作曲した、24のすべての調性を網羅した前奏曲とフーガからなるピアノ曲集。本作品は1951年2年25日に完成し1952年12月に初演された。　この曲集はソ連のピアノ音楽を代表する作品として名高いほか、20世紀のピアノ・レパートリーとしても、ヒンデミット『ルードゥス・トナリス』、メシアン『鳥のカタログ』、リゲティ『練習曲』、グアルニエリ『ポンテイオス』などの、他の大規模な作品群や曲集と並ぶ多声的作品。

## 概要

### 着想と完成
1950年7月にショスタコーヴィチは、J.S.バッハの没後200年を記念して、ライプツィヒで開催された第1回国際バッハ・コンクールの審査員に選ばれ、ソ連代表団長として参加した。この記念祭にバッハの作品を多く聴いたことと、バッハ・コンクールに優勝したソ連のピアニスト、タチアナ・ニコラーエワの演奏に深く感銘を受けたことが、この作品を作曲するきっかけとなった。
ショスタコーヴィチは、当初は自身のピアノ演奏の技術を完成させるための多声的な練習曲として着想していた。しかし記念祭を通して受けた印象をもとに構想が次第に大きくなり、途中からバッハの『平均律クラヴィーア曲集』にならって、全ての調性を網羅する大規模な連作として作曲することに決定した。早速1950年10月10日から作曲に着手し、前奏曲とフーガのどちらかを平均3日にひとつの早さで番号通りの順番で作曲し（第16番の前奏曲は清書の際に差し替えられた）、翌1951年2月25日に全曲が完成した。1曲完成するたびに、ニコラーエワを自宅に招き、完成したばかりの前奏曲とフーガをそれぞれ自分の演奏で聴かせた。

### 審議と批判
作曲家同盟の審議会における、本作品の演奏と出版の許可の合否の判定をするための試演は、1951年3月31日に前半が、後半は同年5月16日に、それぞれショスタコーヴィチ自身の演奏によって行われた（譜めくりはニコラーエワが担当した）。
試演の直後（5月16日）に行なわれた作曲家同盟での討議では、当局から、コスモポリタン的傾向、形式主義的傾向があり、「ロシア的多声音楽の伝統に、現代の活力を吹き込み復活させることに失敗し」「構成主義者的複雑、陰鬱、個人主義的孤高に陥っており」「『森の歌』の準備として機能しておらず」「変ニ長調の醜いフーガは形式主義者のカリカチュア」「病的で陰鬱で不健康な感情を表現している」「広く普及させる価値がない」「過去の過ちを繰り返すな」などとして、極めて厳しい批判を受けた。

### 批判の背景
これらの批判の背景として試演の3年前、1948年2月10日の 全連邦共産党 (ボリシェヴィキ)中央委員会政治局決議『V.ムラデリのオペラ「偉大なる友情」について』において、ショスタコーヴィチは形式主義者だと、党中央より公然と名指し筆頭で攻撃され（ジダーノフ批判）、同年4月の作曲家同盟第1回総会にて自己批判したものの、二つの音楽院の教授職を解雇されるなどし、その後、表面上は当局からの批判に反しない形でプロパガンダ映画音楽を多く発表し、オラトリオ「森の歌」ではスターリン国家賞1位を受賞した。その一方、これらの公的なプロパガンダ的な音楽とは別に、私的な現代的で芸術的な純音楽とでは音楽語法を使い分けるようになっていき、特に私的な芸術的作品群は「発表を"避けて"」いた。
以上のような背景があり、作曲家同盟からすれば、プロパガンダ映画音楽や政治的オラトリオの制作により、イデオロギー的更生をなしているかにみえたショスタコーヴィチが新たに提出してきた作品が、プロパガンダ色の全く欠けた純音楽的で器楽的な芸術的性質の大作であったため、前述のような厳しい批判をまねいた。

### 賞賛と支持
だが、当局からのこれらの厳しい批判、および、政治的状況を十分に認識しているにもかかわらず、マリヤ・ユーディナ、エミール・ギレリス、ゲンリフ・ネイガウス、ニコラーエワらのピアニストからは絶大な支持を受けた。
ユーディナは、1951年5月16日作曲家同盟での審議会に直接かけつけ、ポリフォニーは不要との当局からの批判にたいして、それは議論にも値しない子供の戯言だと否定し、ショスタコーヴィチの本作品に関する業績の重要性を評価する際に、イデオロギー的な基準ではなく、何より芸術的な理想を基準にすべきだと情熱的に主張し、真の英雄的功績であるこの作品は世界中のピアニストによって演奏されることになるだろうとも述べた。
当初この曲集は当局から、出版の許可も公開演奏の許可もおりなかったが、作品の原稿は手書きの写しの形で演奏家の間に広まり、ギレリス、ネイガウス、ニコラーエワが演奏を開始し、すぐにユーディナ、マリヤ・グリンベルク、スヴャトスラフ・リヒテルらが続いた。ギレリスは1951年12月にヘルシンキとミンスクで抜粋を演奏し、さらに1952年1月5日にはモスクワで、1952年2月にはストックホルムとイェーテボリでも抜粋を演奏した。
ネイガウスは1952年5月に同僚への手紙でこの曲集について（6曲しかまだ手元になく、残りを書き写す時間がとれないとした上で）「すばらしい音楽。音楽の『感情』だけではなく『知性』も愛する者たちは、純然たる豊穣の只中にいるのです」と書いた。

### 初演と出版
ニコラーエワが、1952年の夏の終わりに、ショスタコーヴィチのモスクワ不在を確認したうえで、芸術問題委員会に直接赴いて、自らの責任で本作品を演奏したところ、当局の好意的な反応を得て、1952年12月、この作品の全曲演奏と出版が当局より正式に認められた。出版は1952年、モスクワの国立音楽出版所（ムズキーズ(Muzgiz)社1952年、再版は1956年）。
ニコラーエワによれば、ショスタコーヴィチは本曲集をニコラーエワに献呈した。だがそれは、二人だけの秘密であり、出版された版には献呈文は印刷されていない。
全曲公開初演はニコラーエワによってレニングラードのグリンカ・コンサートホールにおいて1952年12月23日と12月28日の2日間で行われた。公開初演の準備にはショスタコーヴィチも直接加わり、発想記号の必要箇所などについてニコラーエワとともに検討し、その一部は自筆譜に反映させた。自筆譜はグリンカ記念ロシア国立中央音楽文化博物館に保管されている。

### 最後の逸話
ショスタコーヴィチは亡くなる1週間前、ニコラーエワに電話で、ヴィオラ・ソナタが完成したので、誕生日に初演されるコンサートで前奏曲とフーガを弾いてほしいという依頼をしたが、コンサートのときショスタコーヴィチはもういなかった。
1975年8月14日、モスクワ音楽院の大ホールで催されたショスタコーヴィチの市民葬で、ニコラーエワはショスタコーヴィチのハ長調の前奏曲とフーガを演奏した。

### 広がり
これらのピアニストたちはこの曲集を積極的に演奏してその普及に貢献し、やがてロシアのみならず、広く世界のピアニストたちの重要なレパートリーとして定着した。ショスタコーヴィチも愛奏し、この曲集からの抜粋を何度も自作自演にて録音している。
また本作品の抜粋の編曲として、作曲者によって二台のピアノのために編曲されたほか、オルガン用、アコーディオン用、バヤン用 、カリヨン用、コントラバスとピアノ用、弦楽四重奏用、サクソフォン四重奏用、オーボエ・クラリネット・アルトサクソフォン・バスーン用、ヴィオリンアンサンブル用、室内合奏用、オーケストラ用などがある。

### 全曲録音
ピアノによる全曲録音には2022年現在、以下がある。
1962年 ニコラーエワ、1975年 ロジャー・ウッドワード、1987年 ニコラーエワ、1990年 ニコラーエワ、1991年 キース・ジャレット、1992年 ニコラーエワ、1992年 ボリス・ペトルシャンスキー、1996-1998年 ウラジミール・アシュケナージ、1999年 コンスタンティン・シチェルバコフ、2006年 ムーザ・ルバッキーテ、ボリス・ペトルシャンスキー、2008年 デイヴィッド・ジャルバート、2008年-2009年 アレクサンドル・メルニコフ、2008年 コーリ・ボンド、2009年 ジェニー・リン、2009年 コリン・ストーン、2015年 クレイグ・シェパード、2017年 ピーター・ドノホー、2021年 イゴール・レヴィット、2022年 ハンネス・ミンナール
アレクサンドル・メルニコフによる全曲録音は、BBCミュージックマガジンが2012年1月に選出した『史上最高の録音50選（The 50 greatest recordings of all time）』の一つに選出されている。

## 構成
24組の前奏曲とフーガからなり、全曲の演奏時間は約2時間32分。
|          |          | 速度記号              | 速度記号           | 声部の数 | 演奏時間 /分(約) | 難易度※ | 自筆譜による創作作年月日 | 自筆譜による創作作年月日 |
| [前奏曲] | [フーガ] | [フーガ]              | [前奏曲]           | [フーガ] | 演奏時間 /分(約) | 難易度※ |                          |                          |
| 第1番    | ハ長調   | Moderato              | Moderato           | ４       | 5                | 易      | 50年10月10日             | 50年10月11日             |
| 第2番    | イ短調   | Allegro               | Allegretto         | ３       | 2                | 中      | 〃年10月12日             | 〃年10月13日             |
| 第3番    | ト長調   | Moderato non troppo   | Allegro Molto      | ３       | 3                | 中      | 〃年10月14日             | 〃年10月16日             |
| 第4番    | ホ短調   | Andante               | Adagio             | ４       | 8                | 中      | 〃年10月22日             | 〃年10月27日             |
| 第5番    | ニ長調   | Allegretto            | Allegretto         | ３       | 3                | 易      | 〃年10月29日             | 〃年11月01日             |
| 第6番    | ロ短調   | Allegretto            | Moderato           | ４       | 9                | 中      | 〃年11月02日             | 〃年11月09日             |
| 第7番    | イ長調   | Allegro poco Moderato | Allegretto         | ３       | 3                | 易      | 〃年11月10日             | 〃年11月11日             |
| 第8番    | 嬰ヘ短調 | Allegretto            | Andante            | ３       | 10               | 難      | 〃年11月26日             | 〃年11月27日             |
| 第9番    | ホ長調   | Moderato non troppo   | Allegro            | ２       | 4                | 易      | 〃年11月30日             | 〃年12月01日             |
| 第10番   | 嬰ハ短調 | Allegro               | Moderato           | ４       | 7                | 中      | 〃年12月05日             | 〃年12月07日             |
| 第11番   | ロ長調   | Allegro               | Allegro            | ３       | 3                | 難      | 〃年12月09日             | 〃年12月11日             |
| 第12番   | 嬰ト短調 | Andante               | Allegro            | ４       | 8                | 難      | 〃年12月13日             | 〃年12月15日             |
| 第13番   | 嬰ヘ長調 | Moderato con moto     | Adagio             | ５       | 9                | 難      | 〃年12月20日             | 〃年12月22日             |
| 第14番   | 変ホ短調 | Adagio                | Allegro non troppo | ３       | 6                | 中      | 〃年12月27日             | 〃年12月28日             |
| 第15番   | 変ニ長調 | Allegretto            | Allegro Molto      | ４       | 5                | 難      | 〃年12月30日             | 〃年01月08日             |
| 第16番   | 変ロ短調 | Andante               | Adagio             | ３       | 11               | 難      | 51年01月11日             | 51年01月13日             |
| 第17番   | 変イ長調 | Allegretto            | Allegretto         | ４       | 5                | 中      | 〃年01月15日             | 〃年01月21日             |
| 第18番   | ヘ短調   | Moderato              | Moderato con moto  | ４       | 6                | 易      | 〃年01月21日             | 〃年01月22日             |
| 第19番   | 変ホ長調 | Allegretto            | Moderato con moto  | ３       | 5                | 中      | 〃年01月26日             | 〃年02月03日             |
| 第20番   | ハ短調   | Adagio                | Moderato           | ４       | 10               | 中      | 〃年02月07日             | 〃年02月14日             |
| 第21番   | 変ロ長調 | Allegro               | Allegro non troppo | ３       | 4                | 中      | 〃年02月15日             | 〃年02月16日             |
| 第22番   | ト短調   | Moderato non troppo   | Moderato           | ４       | 7                | 易      | 〃年02月17日             | 〃年02月18日             |
| 第23番   | ヘ長調   | Adagio                | Moderato con moto  | ３       | 6                | 易      | 〃年02月20日             | 〃年02月23日             |
| 第24番   | ニ短調   | Andante               | Moderato           | ４       | 12               | 難      | 〃年02月23日             | 〃年02月25日             |

※タチアナ・ニコラーエワ(Николаева, “Прелюдии и фуги” 281–82.)による難易度

### 構成
バッハの『平均律クラヴィーア曲集』では、同主調の"前奏曲とフーガ"同士が短二度ごとに上昇していく。一方、ショスタコーヴィチの本作品では、平行調の"前奏曲とフーガ"同士が完全五度ずつ上昇していき五度圏に沿ってすべての調性を周回する。
フーガ第1、2、3、4、6、7、9、11、12、13、15、16、17、18、19、20、21、22番では主音から始まるが、第5、10、14、23、24番は5度から始まる。フーガ第8番だけが3度から始まる。また、第4と24番のフーガのみが二重フーガである。
ミシュラは、主声部の再登場によって示される展開的な変奏部があると指摘し、例外を除けば、6番の前奏曲に顕著なように、少なくとも3箇所の繰り返しがあり、これらの構造により、最終的にショスタコーヴィチは、厳密に支配された和声構造を用いることなく、形式的な展開を作り出す自由を得たとする。
パークは、前奏曲とフーガはすべて、前奏曲の最後にアタッカで橋渡しされるように、互いに有機的に関連しており、前奏曲の主題がフーガでは複数の声部に操作される。前奏曲は、個々の曲として、またフーガの序奏として、等価な役割を果たす。さらに いくつかのフーガの特徴は、前奏曲の雰囲気とは対照的で、それぞれの前奏曲とフーガが切っても切れない関係にあり、個々の前奏曲は、フーガを設定するだけでなく、独自の音楽的特徴を持つ個々の曲として際立っており、フーガがその答えを示し、物語全体を締めくくるかのようだとし、また、民俗的な要素を含むさまざまなソースから転用された、高度に練り上げられた統一的なアイデアを用いているとしているとしている

### 演奏に関する意図
ショスタコーヴィチは、1951年5月16日の作曲家同盟での審議会で「私はこの曲をサイクルとは考えていない。最初から最後の前奏曲とフーガまで演奏する必要はない。私の意見では、これは本質的なものではなく、むしろ作品を害する可能性さえある。したがって、6曲のグループ、あるいは3、4曲を演奏するのがより正しいだろう。この曲は、1つの曲が他の曲の後に続かなければならないようなサイクルではない。これは単なるピアノ曲の集まりであって、全体がつながっている作品ではない」と述べた。
ニコラーエワは一方、ショスタコーヴィチの死後に「 強調しなければならないのは、ショスタコーヴィチがこの作品を全曲、1つのサイクルとして演奏することを意図していたということだ。別々に演奏すると、曲は「ディヴェルティメント」の性格を帯びてしまう」と述べている。ニコラーエワはその言葉通り実際に本曲集の全曲録音を、1962年、1987年、1990年、1992年に行っている。

### 曲調
全体の曲調は穏やかで平明な雰囲気が支配的であるが、力強い部分や、深く物思いにふけるような部分も見られる。また、オラトリオ『森の歌』の主題が所々顔を出すが、これはジダーノフ批判を受けた以降の中期作品の特徴でもある。
プルタロフは、この曲集の全体的な特徴を、内向的、内省的、告白的と表現している。
マズロは、さまざまな「時代」のロシアの国民性を多面的かつ全面的な形で国民性を喚起しているとしている。

## 各曲

### 第1曲　ハ長調
[前奏曲]
合唱的なテクスチュア。リズムがサラバンドでバロック音楽を想起させる。1916年に若きショスタコーヴィチが初めて演奏したピアノ小品全集のチャイコフスキーの「子供のアルバム」作品39の冒頭を飾る「朝の祈り」も想起させる。
[フーガ]
主題が、ロシア民謡「うぐいすは幸福をうたう」をもとにしたオラトリオ『森の歌』の第1曲「戦いの終わったとき」から引用されている。リチェルカーレ的性格がある。ミクソリディアン旋法。白鍵のみで演奏される。

### 第2曲　イ短調
[前奏曲]
第1番のフーガの瞑想的なムードが、前奏曲第2番では狂暴な性格へと変化するのは『平均律クラヴィーア曲集』に類似する。分散和音を発展させながら和音進行が変化していく。
[フーガ]
モダンな楽想。グロテスクでとがったスケルツォ。俊敏で軽快だが、太ったように陽気でもあり、顔を作って曖昧な調に散っていこうとする衝動がある。

### 第3曲　ト長調
[前奏曲]
3オクターブで奏される主題はロシアの古い英雄的叙事歌『ヴィリーナ』のイデオムに基づく。これに続いて「スコロガワルキ（早口言葉）」の早い動きになる。この前奏曲は、対照的な並置された2つの主題が交互に繰り返されることで、対話や議論のような印象を生み出している。
[フーガ]
前奏曲と対照的に軽妙な主題。古典舞曲のジーグに近いリズム。豊富な跳躍、速い音階など、バロック・クラヴィーアの妙技を駆使したこの風変わりな曲は、前奏曲の重厚さと厳しさとはまったく対照的で、バッハの速いフーガ（『平均律クラヴィーア曲集』第1巻のト長調フーガなど）やドメニコ・スカルラッティの数々のソナタやフーガを彷彿とさせる。

### 第4曲　ホ短調
[前奏曲]
カンティレーナ型。歌謡的旋律を中心に夜想曲風の曲想が進行する。
[フーガ]
この劇的なフーガは、本作品の2つの二重フーガのうちの1つである（もう1つは24番のニ短調フーガ）。ゆっくりとした動きで始まり、再現部で力強い対位法を展開する。柔らかく内省的な第1部は、まるで前奏曲の続きのようである。対照的な第2部は、快活な新しい主題を導入する。二つの主題を統合する第3部は、力強く、勝利に満ちている。このフーガのイメージが交響曲第10番（第1楽章の序奏）やヴァイオリン協奏曲第1番の世界と密接に関連している。

### 第5曲　ニ長調
[前奏曲]
古典舞曲のメヌエット風な趣を持った穏やかさ。この前奏曲の純粋で繊細、そしてほとんど印象主義的な響きは、和声とポリフォニックの精巧さによるものである。和声的な支えとなるセンプレ・アルペジアートの3声の和音は、第1部と第3部の大部分で顕著だが、中間部では補助主題となる、表情豊かな対位法的なラインも生み出している。
[フーガ]
バッハ風なメカニックな構成。ウィットとコミカルな身振りで輝いている。ユーモラスな性格を持っており、スタッカートのアーティキュレーションと大胆なスラーによって強調された、おどけたチャストゥーシュカの要素を持っている。

### 第6曲　ロ短調
[前奏曲]
フランス風序曲のリズムで作曲されているが、この英雄的な前奏曲の精神は深くロマンティックである。
[フーガ]
冒頭の小節で確立された低音域の多用により、この内向的で内省的な曲は、メランコリックなロシア民謡のように聞こえる。ロ短調フーガの悲痛な主題を聴いたり演奏したりするとき、ムソルグスキーのオペラの民謡のような雰囲気を思い浮かべないだろうか。

### 第7曲　イ長調
[前奏曲]
古典舞曲のクーランプ風な、田園的な明快さ。牧歌的な水彩画のような作品である。
[フーガ]
主題は、ピオニール（少年団）のラッパの旋律に基づき、『森の歌』終曲「讃歌」のフーガ主題とも関連する。

### 第8曲　嬰ヘ短調
[前奏曲]
ユダヤ民謡の要素が用いられている。旋律線の強い和声的な曖昧さと反復的なスタッカートの伴奏が、舞曲的なムードという様式的な傾向を助長している。またそのユダヤ的クレズマー風が、ショスタコーヴィチのピアノ三重奏曲第2番作品67のフィナーレの第1主題と結びついている。どちらの作品でも、踊りのようなリズムと内面の悲しみや傷つきやすさが手を取り合っている。また、この前奏曲は、その2年前に完成した「乙女の歌」（歌曲集『ユダヤの民俗詩より』作品79の第10番）と同じように、穏やかな温かさと苦しさが融合している。
[フーガ]
この物悲しいフーガは、歌曲集『ユダヤ民謡詩集』作品79の「小さな子供の死を嘆く」や「長い別れの前に」に見られるような、圧倒的な情感の深さを持っている。音楽的素材、特に主題は、旋律的にもリズム的にも「ユダヤ音楽の伝統の中で最も高尚な形式、平日の朝の礼拝のハザヌートの旋律」に根ざしている。

### 第9曲　ホ長調
[前奏曲]
ロシア民謡の一形式で遅歌（プロチャジナヤ）との対話の形をとっており、旋律はすべて左右の手の2オクターブのユニゾンで奏されるので、独特なロシア的底深い響きをかもしだしている。
[フーガ]
直接的なテクスチュアやリズムの参照ではないものの、バッハの2声のホ短調フーガを反映しているといえる。旋律線は、前奏曲の無伴奏オクターヴとは対照的であるが、フーガの跳躍する声部は、前奏曲の冒頭の旋律線から変化したものである。本曲集中で唯一の2声のフーガである。バッハの『平均律クラヴィーア曲集』第1巻の2声のフーガホ短調と平行調であるのは単なる偶然だろうか。その結果、抗いがたい活力と生きる喜びに満ちたユーモラスなスケルツォが生まれた。

### 第10曲　嬰ハ短調
[前奏曲]
『平均律クラヴィーア曲集』変ホ長調の前奏曲と同じテクスチュアを反映している。バッハ『二声のインベンション』第1曲との類似が感じられる。
[フーガ]
ロシア的性格の主題による長大な曲。このフーガの驚くべき旋律の豊かさに、ニコラーエワはこの曲をプロティヤズナヤ（ロシア民謡の一形式の遅歌）と呼んだ。

### 第11曲　ロ長調
前奏曲とフーガを統一するために、フレーズの途中で連続的なアイディアを用いている。
[前奏曲]
陽気で対照的な提示が繰り返される舞曲的雰囲気。この前奏曲の気まぐれなイメージは、ショスタコーヴィチの子供のためのピアノ曲、『子供のノート』作品69の「楽しい物語」や『人形の踊り』のガヴォットを思わせる。小規模なバロック舞曲のようなこの前奏曲は、饒舌で透明感があり、非常に顕わだ。
[フーガ]
フーガの主要主題は、前奏曲の終わりで暗示された部分を後半に持つ。スケルツォ的特色のある主題。この推進力のある陽気なフーガは、op. 87の中でも最も陽気な曲である。熱心なサッカーファンだったショスタコーヴィチが、白熱したスポーツの試合を描いているかのようだ。ニコラーエワは、テンポは前奏のテンポに比例させるべきであると述べている。

### 第12曲　嬰ト短調
[前奏曲]
パッサカリア形式で９つの変奏がおこなわれる。パッサカリア形式はしばしばショスタコーヴィチの最も深遠な思想のはけ口となった。低音域のオクターヴ・ユニゾンが旋律の部分は、DSCH モチーフの大枠を示唆している。ヴァイオリン協奏曲第1番の第3楽章と一脈通ずるものがある荘重な曲。前奏曲の最後での提示が、広範囲に及ぶ激しいフーガの主題となる。
[フーガ]
メカニックな構造をとる。主題は、速く、力強く、毅然として、執拗に、アタッカで炸裂する。マイク・ソーンは、この冒頭をトッカータにたとえている。荒々しく不規則な主題が、威圧的なリズムの複雑さに真っ逆さまに突入していく。

### 第13曲　嬰ヘ長調
[前奏曲]
ロマンティックな色が濃い。晴れた日を描いた水彩画のように、この前奏曲は雲ひとつない穏やかな音楽の風景を描き出している。
[フーガ]
バロック風なフーガ。

### 第14曲　変ホ短調
[前奏曲]
この曲集の中で最も優れた完成された作品として知られる。左手で奏されるトレモロにより模される鐘の響きが、右手で歌われるヴィリーナ風旋律と結合し、悲劇的な効果を高めるのに成功している。ショスタコーヴィチのピアノ曲は、交響曲とは異なり、国家的大惨事の情景を描くことはほとんどない。しかし、この擬似即興的な前奏曲とショスタコーヴィチの『24の前奏曲』における変ホ短調の前奏曲とは、彼の交響曲の大作によく見られる「悲劇的」な特徴を含んでいる。アレクサンドル・ニコライエフはこう書いている、「冒頭の低音オクターヴのトレモロは、鐘の音のような陰鬱で不安な響きがある。この執拗な鐘の音に加わる旋律的な声は、警戒、嘆き、痛み、怒りのイントネーションを持つ、声楽的というよりむしろ宣言的な性質を持っている。
[フーガ]
ロシア民謡『乙女の嘆き』の性格を示し、前奏曲の悲劇的な内容を受けて、合唱風な音の構造で応答しているような形式になっている。このフーガの親密で詩的な性格は、ショスタコーヴィチの『4つのプーシキン独白曲』作品91（1952年）の第2曲「私の名前に何が？」 ( 1952 ) のフーガが変ホ短調、という調性が共通しており、さらに、打ち解けたメランコリックなムードも似ている。

### 第15曲　変ニ長調
前奏曲の冒頭とフーガの中間部で示されるリズムの動きを共有している。
[前奏曲]
ワルツの形式。ショスタコーヴィチがタチアナ・ニコライエワのためにこの前奏曲を初めて弾いたとき、彼女は「その大胆さ、勢い、そして辛辣な性格に驚嘆した」というが、長年ソ連の学者たちは（本心かどうかは別として）、この曲を単純で気楽なワルツだと考えていた。 この作品は確かにワルツのジャンルに属するが、普通のワルツではない。とらえどころのないサブテキストを知る最良の手がかりは、1974年にショスタコーヴィチが作曲した「レビャードキン大尉の4つの詩」作品146にある。フョードル・ドストエフスキーのテクストに基づいてバスとピアノのために作曲された。この曲集の第1曲「レビャードキン大尉の愛」には、この前奏曲からの直接の引用が含まれている。ショスタコーヴィチによるレビャードキンの性格の解釈は、おそらくこの前奏曲にも当てはめることができるだろう。レビャードキンの性格には、非常に多くの滑稽さがあるが、もっと不吉な要素もある。
[フーガ]
マルカティッシモで一貫する主題は、明らかに音列技法の影響を示している。フーガの展開も調性的要素は少なく、リニアルな技法が支配的だが、後半にやや和声的処理が目立つ。再現部に入るところでは前奏曲のワルツのリズム恩恵が借用されるなどの遊びもある。絶え間なく続くリズムと、ff marcatissimo sempre al fineの標記で、このフーガはトッカータに似ている。 ニコライエワはこう書いている： このフーガの演奏における主な課題は、"よく制御された竜巻 "を作り出すことである。これには大胆さと明るい芸術的気質が必要である。

### 第16曲　変ロ短調
前奏曲の第3小節と第7小節の間のテノール声部と、フーガの主題の中の32分音符の装飾は、いずれも変ロ短調のダイアトニックスケールに基づいている。
[前奏曲]
シャコンヌ形式またはパッサカリア形式。パッサカリア形式はしばしばショスタコーヴィチの最も深遠な思想のはけ口となった。フーガの前にシャコンヌが置かれることはあまりない。タチアナ・ニコラエヴァによれば、ショスタコーヴィチは既存の前奏曲を、モーツァルト「きらきら星変奏曲」K . 265のリズムの音価の減少をアイデアに、主題と変奏に置き換えた。しかし、類似点はここで終わっている。この痛烈な主題は、ロシアの哀歌のような雰囲気を持っている。
[フーガ]
ロシアの民俗楽器グースリーの音楽から発想されている。フーガというよりレチタティーヴォ調。ヴシェヴォロド・ザデラツキイは、このフーガにおいて、 「主題と対主題は極めてよく似ており、一体化することによって、民俗的な対位法的構造を生 み出している。「1このフーガは完全に旋法的であり、ロシアの民俗音楽に典型的なゆらぎのある拍子を持つ。同時に、その複雑なリズムと華麗な旋律線は、バロックの伝統の強い影響を裏付けている。

### 第17曲　変イ長調
[前奏曲]
平易な歌謡旋律をもとにして分散和音で装飾したカンティレーナ型の前奏曲。この詩的な前奏曲は、ショスタコーヴィチの『ユダヤの民俗詩から』の第9曲「良き人生」を想起させる。この曲の伴奏のように、絶え間ない8分音符の鼓動が音楽の流れを活気づける。のんびりとした雰囲気は、中間部で突然変化し、新しい、反復的で、やや苦い主題が現れる。
[フーガ]
主題には前奏曲と共通した素朴な民謡的要素がある。このフーガは、ダンスと歌で展開されるロシアのおとぎ話である。4分の5拍子の主題は、気取らない遊び心に溢れ、冒頭の小節で リディアン旋法に転じる旋律が爽やかである。つの副題は優美で、特に最初の副題は童謡を思わせる。エピソードは、陽気でナイーブな雰囲気を高めている。

### 第18曲　ヘ短調
[前奏曲]
マズルカに近いアクセントを持った主題の2部形式。マイク・ソーンは前奏曲について次のように語っている。 「ショスタコーヴィチは長く、叙情的で、展開的な主題の達人である。突然の暗いアダージョの部分は、対照的ではあるが、長い曲の縮小された変奏につながる、そして、その古典的な明快さと単純さにもかかわらず、他の誰かが書いたとは考えにくい、この作曲家によってしばしば使用される和声的なアンジュレーションで最後を迎える。
[フーガ]
４声のフーガは重厚なもの。このフーガは、ある種の軽いメランコリーを持っており、しかも流れなければならない。 中音域と上音域を広く使うことで透明感が増し、クライマックスではソプラノが特に高くなる。主題は直前の前奏曲と関連しており、前奏曲の終楽章の和音が最終楽章に織り込まれている。

### 第19曲　変ホ長調
[前奏曲]
ロシアの教会合唱風な和音進行。ドラマの序章のように、この前奏曲は何か興味をそそる恐ろしいものへの期待を抱かせる。 つの対照的な主題がある。威圧的な第1主題は付点2分音符の重厚な和音で始まり、臆病な第2主題は軽やかに跳ねる4分音符で動く。タチアナ・ニコライエワは、この前奏曲を「極悪非道な暗示」と表現している。「最初の2つの部分では、主題が交互に現れ、第2主題は第1主題の最後の低音オクターブで形成されるトニック・ペダルの上に響く。第3部では、主題が融合する。第1主題はより控えめに、第2主題は低音域でより陰鬱になる。コーダでは、どちらも同じように幽霊のように聞こえる。
[フーガ]
半音音程を生かした個性的なもの。このフーガは前奏曲の論理的な続きであり、激しいイメージと控えめなイメージが並置されている。 しかし、前奏曲とは異なり、拮抗する2つのキャラクターが同じ素材を通して表現されている。驚くべきことに、主題と2つの対主題は、カメレオンのように、アーティキュレーションとダイナミクスを極端から反対へと繰り返し変化させる。

### 第20曲　ハ短調
前奏曲とフーガは、全体として同じアイデアを共有している。前奏曲の主要主題は、フーガの主要主題の輪郭を描いている。
[前奏曲]
厳格なヴィリーナ旋律で叙事歌『ルスラン』の中の「首領の歌」のタイプを示す。ショスタコーヴィチが多くの大作で生き生きと描いている恐怖と憂鬱の雰囲気は、この短い曲でも同様に深く伝えられている。ヴィクトール・デルソンの見解によれば、「アダージョのテンポ、音楽の物語性、揺れ動く拍子、そして遠く離れた音域はすべて、古代ロシアの記念碑的なエポスを想起させる。「前奏曲は、2つの相反するイメージを描いている。ソプラノとバスで2オクターブ離れた旋律が展開される厳かなコラールと、バスのペダルの上に舞い上がるフルートのような悲しげな旋律、民族的なパイプの即興を思わせる気まぐれなリズム。
[フーガ]
主にロシア正教会の聖歌に遡る古代の動機を用いている。このフーガの主題はロシア正教会の聖歌を彷彿とさせ、最初の4音はその前の前奏曲のものと同じである。しかし、「宮殿の広場」とは対照的に、このフーガは8つのエピソードから自信と内なる力を感じさせる」再現部では、両方の主題が同時に響き、その結合は、柔らかく、かつ肯定的なハ長調のコーダで強化される。

### 第21曲　変ロ長調
前奏曲の冒頭とフーガの冒頭は呼応している。
[前奏曲]
音型装飾型のエチュードスタイル。駆け巡るように全曲を通す。この華麗なモト・ペルペトゥオのユーモラスな性質は、16分音符の執拗な旋律とミュゼットのような伴奏で始まる冒頭から明らかである。
[フーガ]
ファンファーレ的なスケルツォ主題によりエネルギッシュに展開する。このフーガの熱狂的なエネルギー、大胆なリズム、強いアクセントは、エキサイティングなスポーツの試合のイメージを呼び起こす。アレクサンドル・ドルツァンスキーは、2分音符と4分音符の多用は、フーガの主題に角ばった機敏さと毅然さを加える。

### 第22曲　ト短調
[前奏曲]
この前奏曲は、深くも控えめな悲しみに満ちており、その雰囲気はショスタコーヴィチの声楽曲集『ユダヤの民俗詩より』作品79を彷彿とさせる。8分音符のスラー（不明瞭）なペアというテクスチャーさえも、第2曲「慈愛に満ちた母と叔母」や第3曲「子守歌」のピアノ・パートに似ている。前奏曲では、旋律と伴奏はそれぞれ独自の和声リズムを持っている。
[フーガ]
ロシア民謡風の主題。このフーガは、タチアナ・ニコライエワが「素朴で調子の良いロシアの歌」と呼ぶ叙情的な宝石である。確かに、アルトで始まる主題は、ロシア民謡の「ルチヌーシュカ」に似ている。

### 第23曲　ヘ長調
[前奏曲]
カンティレーナ型。瞑想的な楽想が繰り広げられる。この前奏曲の即時的な魅力は、ショスタコーヴィチの映画音楽『ガドリフ』の有名な「ロマンス」に似ている。アレクサンドル・ニコライエフは、この曲には対立する要素や強い結末がないことを指摘している。彼が「主な魅力」と呼ぶのは、心に響く旋律、美しい和声、それを何度も何度もさまざまな色に塗り替える転調に由来する。
[フーガ]
バロック的なメカニックな主題。彼のフーガは暖かく軽快である。ヴシェヴォロド・ザデラツキーは、この主題は広範で完全であり、ロシアの歌のように聴こえると述べている。最初の対主題は一見対照的に見えるが、注意深く聴いてみると、主題に似たイントネーションで満たされていることがわかる。この副題は、ロシア民謡によく見られる典型的なポドゴロソク（主題の変形）を表している。

### 第24曲　ニ短調
[前奏曲]
二部形式の抒情的な曲で、第2部の初めに、マエストーソでフーガの主題が予告されている。この前奏曲は、結論となるフーガへの壮大なプロローグ以上のものである。マイク・ソーンが観察しているように、「最終的な前奏曲とフーガのペアは、以前は単独でしか使われなかった多くの特徴を融合させた、全シリーズの集大成である。前奏曲では、重厚なソノリティが、交響曲の大きな英雄的冒頭楽章のロマンティックなショスタコーヴィチを再確認させる。
[フーガ]
全24曲の悼尾を飾るこのフーガは他のものと異なって特別の構成をとり、二つの明確に対立する主題をもっている。はじめヴィリーナ風旋律により4声のフーガが繰り広げられるが、次第に速度を速め４声のリチェルカーレで発展し、力強い楽想に盛り上がったところで、二つの主題を和声的に処理したものが重なり合わり壮大な二重フーガを展開し、マエストーソになってクライマックスにたっし、堂々と全曲を閉じる。フーガの主旋律は、前奏曲の中間部から直接引用されている。 これは本曲集の2つの二重フーガのうちの1つである。もうひとつは4番ホ短調である。しかし、多くの類似点があるにもかかわらず、ニ短調のフーガの方がはるかに記念碑的である。マイク・ソーンのコメントによれば、前奏曲の最後の和音が消え去った後、フーガは、今ではほとんどおなじみとなったが、別の控えめな反芻主題として始まる。そして加速する回想的な走行主題の導入とともに訪れる。この明らかな間奏曲から、残りは発展していく。緊張のどうしようもない高まりを通して、前へ、そして上へ。マエストーソの終結のために、フーガと前奏曲は巨大なクライマックスで融合する　。

## 関連作品
- 24の前奏曲 作品34